# Landkreis Leslau

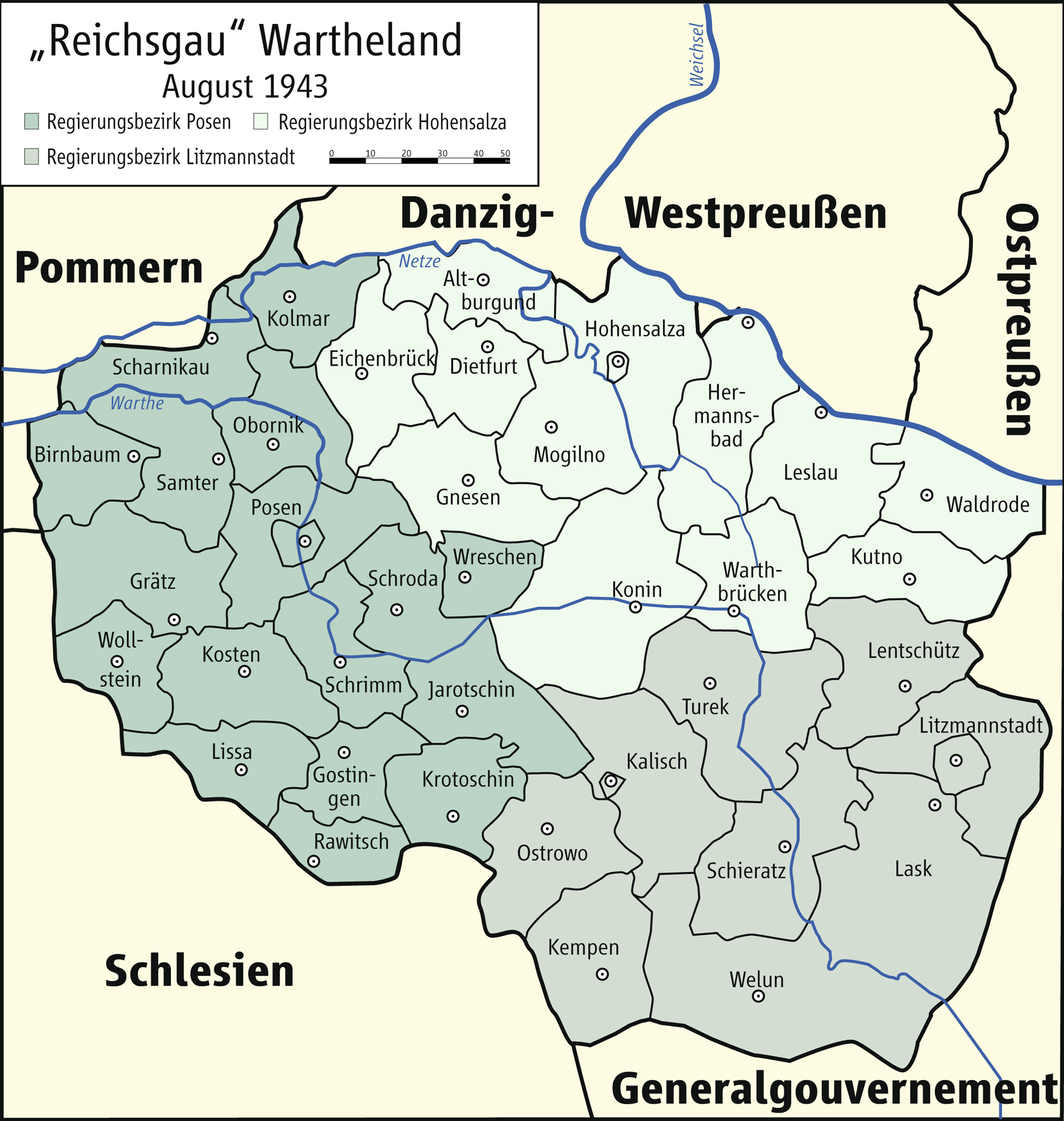
Regierungsbezirke und Kreise im Reichsgau Wartheland

Landkreis Leslau war während des Zweiten Weltkrieges der Name einer deutschen Verwaltungseinheit im besetzten Polen (1939–45).

## Vorgeschichte (1793 bis 1807)
Das Gebiet um die westpolnische Städte Włocławek und Kowal gehörte nach der Zweiten Teilung Polens von 1793 bis 1807 vorübergehend zum Kreis Brzesc und Kreis Kowal in der preußischen Provinz Südpreußen.

## Verwaltungsgeschichte
Zu Beginn des Zweiten Weltkrieges besetzten deutsche Truppen den westpolnischen Powiat Włocławek, die Kreisstadt Włocławek wurde am 14. September 1939 eingenommen.
Am 26. Oktober 1939 wurde der Powiat unter der Bezeichnung Landkreis Leslau an das Deutsche Reich angeschlossen, was als einseitiger Akt der Gewalt völkerrechtlich aber unwirksam war. Der Landkreis wurde Teil des Regierungsbezirkes Hohensalza im Reichsgau Wartheland.
Sitz des deutschen Landratsamtes wurde die in Leslau umbenannte Stadt Włocławek, die als eigener Stadtkreis nicht Teil des Landkreises war.
Am 1. November 1943 wurden kleine Teile der Amtsbezirke Brześć Kujawski und Choceń an den Stadtkreis Włocławek abgegeben.
Mit dem Einmarsch der Roten Armee am 20. Januar 1945 endete die deutsche Besetzung.

## Politik

### Landkommissar
1939–9999: Lehmann

### Landräte
1939–1940: Lehmann (vertretungsweise)
1940–1945: Knost

## Kommunale Gliederung
Die Ortschaften im Landkreis Leslau waren in 8 Amtsbezirken zusammengefasst.

## Ausdehnung
Der Landkreis Leslau hatte eine Fläche von 1328 km².

## Bevölkerung
Der Landkreis Leslau hatte im Jahre 1941: 89.341 meist polnische Einwohner (der gleichnamige Stadtkreis hatte 51.556 Einwohner).
Die deutschen Besatzungsbehörden vertrieben zwischen dem 1. Dezember 1939 und dem 31. Dezember 1943 über 16.000 Polen aus dem Gebiet.
Für die jüdischen Bürger der Stadt Włocławek wurde auf Befehl des deutschen Stadtkommandanten Hans Cramer (1937–1939: Bürgermeister von Dachau) ab dem 24. Oktober 1939 der Judenstern in Form eines gelben Winkels eingeführt, das erste Mal im deutschen Machtbereich. Die jüdische Bevölkerung wurde zunächst in Ghettos in Włocławek und Brześć Kujawski zusammengezogen und zwischen 1942 und 1944 in den Vernichtungslagern Chełmno und Auschwitz ermordet. Nach Ende der Besetzung wurden 1946 in Stadt und Powiat Włocławek zusammen nur noch 783 jüdische Bürger gezählt.
Die vorübergehend angesiedelten Deutschen flohen gegen Ende der Besetzung wieder.

## Ortsnamen
Es erfolgten zunächst eigenmächtige Eindeutschungen durch lokale Besatzungsbehörden, bis auf Leslau und Brest handelte es sich meist um lautliche Angleichungen, Übersetzungen oder freie Erfindungen. Am 18. Mai 1943 erhielten alle Orte mit einer Post- oder Bahnstation im Wartheland auch offiziell deutsche Namen, wobei es zu Abweichungen kam.
Liste der Städte und Amtsbezirke im Landkreis Leslau:
| polnischer Name | deutscher Name (1939–1945)                             | polnischer Name | deutscher Name (1939–1945)                         |
| --------------- | ------------------------------------------------------ | --------------- | -------------------------------------------------- |
| Brześć Kujawski | 1939–1943 Kujawisch-Brest 1943–1945 Brest (Wartheland) | Lubraniec       | 1939–1943 Lubraneck/Lubranitz 1943–1945 Lutbrandau |
| Choceń          | 1939–1943 Chocen 1943–1945 Ehrstätten                  | Lubień Kujawski | 1939–1943 Liebstadt 1943–1945 Lubenstadt           |
| Chodecz         | 1939–1945 Godetz                                       | Przedecz        | Moosburg                                           |
| Dobiegniewo     | Rennental                                              | Włocławek       | Leslau                                             |
| Kowal           | 1939–1943 Freistadt 1943–1945 Kowall                   |                 |                                                    |